# Marie-Joseph Ollivier
Ne doit pas être confondu avec Marie-Joseph Ollivier (évêque).
Marie-Joseph Ollivier, né le 18 février 1835 à Saint-Malo (France) et décédé le 19 septembre 1910 à Levallois-Perret (France), est un prêtre dominicain français, prédicateur, historien et écrivain de renom.

## Biographie
Né à Saint-Malo le 18 février 1835, Marie-Joseph Ollivier est ordonné prêtre pour le diocèse de Rennes en décembre 1858. Il entre dans l'ordre des Prêcheurs et en devient prédicateur général. Il se distingue dans le prêche du carême à Notre-Dame de Paris en pleine Commune de Paris, puis dans de nombreux prêches qu'il fait dans la cathédrale. 
Il se distingue également plus tard en 1897 dans l'hommage officiel rendu aux victimes de l'incendie du Bazar de la Charité, qui fait 130 victimes et 255 blessés, devant le président de la République Félix Faure et les membres du gouvernement, en donnant un caractère politique à son prêche.

## Écrits
- La Passion, essai historique, Paris, P Lethielleux, 1891
- Les Amitiés de Jésus, simple étude, Paris, P Lethielleux, 1895
- Un curé breton au XIXe siècle; vie de M. Huchet, archiprêtre de la cathédrale de Saint-Malo, vicaire général de Rennes, 1888
- Le Père Checarne, de l'Ordre de Saint Dominique, P Lethielleux, 1901
- De Bethléem à Nazareth : étude historique sur l'enfance et la jeunesse du Rédempteur, 1908
- Vie de Maria Nelly, 1869
- Alexandre VI et les Borgia, Paris, Joseph Albanel Libraire, 1870